# Џорџијин закон
Џорџијин закон (енгл. Georgia Rule) америчка је драмедија из 2007. године, у режији Гарија Маршала, по сценарију Марка Андруса. Главне улоге тумаче Џејн Фонда, Линдси Лохан и Фелисити Хафман. Музику је компоновао Џон Деби.
Приказан је 11. маја 2007. године. Добио је углавном негативне критике, уз похвале за главну глумачку поставу.

## Радња
Рејчел (Линдси Лохан) је бунтовна тинејџерка чија су честа опијања, заједљиви коментари и хистерија постали велики проблем за њену мајку Лили (Фелисити Хафман). Када Рејчел слупа њихова кола, Лили схвата да је једини начин да обузда своју ћерку да је пошаље ван Сан Франциска.
Иако се Лили заклела да се никада више неће вратити на фарму у Ајдаху којом суверено влада њена мајка Џорџија (Џејн Фонда), у очају, приморана да се врати у градић у коме је одрасла. Џорџија је доминантна жена чија вера у моћ божјег исцељења и у напоран рад представљају прави контраст начину живота којим је живела Рејчел.
Упркос првобитним покусајима да на сваки начин узбурка страсти у тихој мормонској заједници, Рејчел ће, како лето одмиче, ипак успети да смири свој темперамент и научи се одговорности. А када буде срушила све зидове, помоћи ће и мами и баби да се суоче са свим тајнама из прошлости.

## Улоге
| Глумац          | Улога          |
| --------------- | -------------- |
| Џејн Фонда      | Џорџија Рандал |
| Линдси Лохан    | Рејчел Вилкокс |
| Фелисити Хафман | Лили Вилкокс   |
| Дермот Малрони  | др Сајмон Ворд |
| Гарет Хедлунд   | Харлан Вилсон  |
| Кери Елвес      | Арнолд         |
| Лори Меткалф    | Пола Ричардс   |
| Хектор Елизондо | Изи            |
| Дилан Маклохлин | Сем            |
| Закари Гордон   | Итан           |
| Кристина Лакин  | Грејс          |
| Челси Свејн     | Џун Смит       |
| Шеј Кари        | Мелоди         |
| Мајкл Клифорд   | Мајкл          |